# Campeonato Maranhense de Futebol de 2002
O Campeonato Maranhense de Futebol de 2002 foi a 81º edição da divisão principal do campeonato estadual do Maranhão. O campeão foi o Sampaio Corrêa que conquistou seu 27º título na história da competição. O artilheiro do campeonato foi Leandro, jogador do Moto Club, com 16 gols marcados.

## Premiação
| Campeonato Maranhense de 2002       |
| São Luís                            |
| ----------------------------------- |
| Sampaio Corrêa Campeão (27º título) |